# Самори
Самори, также известный как Самори Туре или Алами Самори Лафья Туре (около 1830, Маньямбаладугу — 2 июня 1900, Габон), — основатель империи Вассулу, исламского государства, сопротивлявшегося французскому колониализму в Западной Африке с 1882 по 1898 годы (до его захвата).

## Ранняя жизнь
Самори родился около 1830 года в деревне Маньямбаладугу (на территории нынешнего юго-востока Гвинеи в семье торговцев из народа дьюла. Он рос в те времена, когда в меняющейся Западной Африке нарастало проникновение европейцев. Торговля с европейцами сделала некоторые торговые африканские государства богатыми, тогда как широкое распространение доступного огнестрельного оружия изменило традиционные западноафриканские методы ведения войны. Ещё в юности Самори принял ислам.
В 1848 году мать Самори была захвачена в плен в ходе войны Сере-Берле из клана Сиссе. Чтобы иметь возможность хотя бы в будущем освободить свою мать, Самори сам пошёл на службу к Сиссе, где обучился владению оружием. Если верить преданию, то он оставался там «семь лет, семь месяцев и семь дней», перед тем как бежать вместе с матерью.
Затем он присоединился к армии клана Берете, врагов Сиссе, за два года до воссоединения со своим кланом, Камара. Получив титул «келетигу» («военачальник») в Дуале в 1861 году, Самори дал клятву защищать свой народ и от Берете, и от Сиссе. Он создал профессиональную армию и привлёк к делу её создания своих близких: в частности, его братья и друзья детства стали в ней командирами.

## Вторжение в Судан
В 1864 году Эль-Хадж Омар, основатель государства под названием  Тиджания Омара ал-Хаджа, доминировавшего в верховьях реки Нигер, был убит. Его империя после этого сразу же начала распадаться, прежде подчиненные ему военачальники и местные правители начали воевать между собой в попытке создать собственные государства.
К 1867 году Самори был могущественным военачальником, его армия базировалась в Сананкоро, на Гвинейском нагорье, у реки Верхняя Мило, притока реки Нигер. Самори понимал, что ему необходимо сделать две вещи: создать эффективную и преданную армию, оснащённую огнестрельным оружием, и построить собственное стабильное государство.
В 1876 году у Самори появилась возможность импортировать казнозарядные винтовки через британскую колонию Сьерра-Леоне. Он завоевал золотоносный район Буре (в настоящее время — территория на границе Гвинеи и Мали), чтобы укрепить своё финансовое положение. В 1878 году он почувствовал себя достаточно сильным, чтобы провозгласить себя фаама (военный титул, примерно означающий «военного лидера») собственной империи Вассулу. Самори сделал город Бессандугу своей столицей и установил политические и торговые отношения с тиджанийскими территориями.
В 1881 году после многочисленных битв Самори сумел установить контроль над ключевым дьюльским торговым городом Канкан в верховьях реки Мило. Канкан был центром торговли орехом кола и имел очень хорошее географическое расположение, позволявшее ему контролировать торговые пути по всем направлениям от него. К 1881 году империя Вассулу расширилась до Гвинеи и Мали, включив в себя часть территории нынешней Сьерра-Леоне и севера Кот-д'Ивуара.
Хотя Самори завоевал множество мелких племенных государств вокруг своей империи, он также старался укреплять свои дипломатические связи. Он установил регулярные контакты с англичанами в Сьерра-Леоне и поддерживал «рабочие» отношения с народом фульбе из региона Фута-Джалон.

## Первые сражения с французами
Франция начала расширять своё колониальное присутствие в Западной Африке в конце 1870-х годов, завоёвывая территории к востоку от Сенегала, в попытке достичь верховий Нила (на территории современного Судана). Она также стремилась расширить свою территорию на юго-восток, чтобы объединить новые земли с колониями в Кот-д’Ивуаре. Эти действия привели её к конфликту с государством Самори.
В 1882 году французы атаковали одну из армий Самори, осаждавшую город Кенейра. Самори сумел разбить французов, однако был удивлён дисциплиной и огневой мощью европейских солдат.
Самори пытался бороться с французами разными способами. Он расширил свою империю в юго-западном направлении, чтобы обеспечить границу с Либерией. В январе 1885 года он послал посольство во Фритаун, административный центр Сьерра-Леоне, предлагая сделать его королевство британским протекторатом. Англичане не были заинтересованы в войне с французами в это время, поэтому отказали, но позволили Самори закупить у них некоторое количество современных винтовок. 
Когда французская экспедиция под руководством полковника Комба попыталась захватить золотые прииски в Буре, Самори контратаковал. Разделив свою армию на три мобильные колонны, он обошёл французские позиции и заставил их в спешке отойти.

## Война и поражение
В 1887 году Самори обладал дисциплинированной армией из 30000-35000 пехотинцев, объединённых во взводы и полки по европейскому образцу, а также 3000 кавалеристов из нескольких эскадронов по 50 всадников в каждом. Тем не менее, французы были полны решимости не дать Самори времени для укрепления своих позиций. Воспользовавшись восстаниями против Самори нескольких племён, исповедовавших анимизм и противившихся принятию ислама, французы продолжили распространять свою власть на западную часть его территорий, вынудив Самори подписать ряд договоров о территориальных уступках им между 1886 и 1889 годами.
В марте 1891 года французские войска под руководством полковника Луи Аршинара начали наступление на Канкар. Зная, что его фортификационные сооружения не смогут противостоять французской артиллерии, Самори начал маневренную войну. Несмотря на его отдельные победы над небольшими и разрозненными французскими отрядами (например, под Дабадугу в сентябре 1891 года), Самори не смог изгнать французов из своего государства. В июне 1892 года временно замещавший Аршинара полковник Гюстав Юмбер с небольшими по численности, но отборными и прекрасно вооружёнными войсками взял столицу Самори, Биссандугу. Другим ударом для Самори стало то, что англичане перестали продавать ему оружие в соответствии с Брюссельской конвенцией 1890 года.
Самори перенёс свою главную базу на восток страны, в сторону Бандама и Комоэ. Он применял тактику выжженной земли в войне, опустошая каждую оставляемую область перед её захватом французами. Хотя этот манёвр отрезал Самори от его последнего источника современного оружия — Либерии, — он также задержал французское наступление.
Тем не менее, разгром других сопротивляющихся армий, особенно вождя Бабемба Траоре в Сикасо, позволило французам приблизиться к победе в войне и сосредоточить свои усилия на поимке Самори. Он был захвачен в плен 29 сентября 1898 года французским капитаном Анри Гуро и сослан в Габон.
Самори Туре умер в плену 2 июня 1900 года от пневмонии. Его правнук Ахмед Секу Туре стал первым президентом независимой Гвинеи.